# Campeonato Europeu de Patinação Artística no Gelo de 1931
O Campeonato Europeu de Patinação Artística no Gelo de 1931 foi a trigésima edição do Campeonato Europeu de Patinação Artística no Gelo, um evento anual de patinação artística no gelo organizado pela União Internacional de Patinação (em inglês:  International Skating Union) onde os patinadores artísticos competem pelo título de campeão europeu. Nesta edição a competição individual masculina foi disputada na cidade de Viena, Áustria; e as competições individual feminina e de duplas foram disputadas na cidade de St. Moritz, Suíça.

## Eventos
- Individual masculino
- Individual feminino
- Duplas

## Medalhistas
| Evento                        | Ouro                                     | Prata                                    | Bronze                                  |
| Individual masculino detalhes | Karl Schäfer · Áustria                   | Ernst Baier · Alemanha                   | Hugo Distler · Áustria                  |
| Individual feminino detalhes  | Sonja Henie · Noruega                    | Fritzi Burger · Áustria                  | Hilde Holovsky · Áustria                |
| Duplas detalhes               | Olga Orgonista · Sándor Szalay · Hungria | Emília Rotter · László Szollás · Hungria | Lilly Gaillard · Willy Petter · Áustria |

## Resultados

### Individual masculino
| Pos.              | Nome              | Nacionalidade |
| ----------------- | ----------------- | ------------- |
| Medalha de ouro   | Karl Schäfer      | Áustria       |
| Medalha de prata  | Ernst Baier       | Alemanha      |
| Medalha de bronze | Hugo Distler      | Áustria       |
| 4                 | Marcell Vadas     | Hungria       |
| 5                 | Otto Hartmann     | Áustria       |
| 6                 | Rudolf Zettelmann | Áustria       |

### Individual feminino
| Pos.              | Nome                   | Nacionalidade |
| ----------------- | ---------------------- | ------------- |
| Medalha de ouro   | Sonja Henie            | Noruega       |
| Medalha de prata  | Fritzi Burger          | Áustria       |
| Medalha de bronze | Hilde Holovsky         | Áustria       |
| 4                 | Vivi-Anne Hultén       | Suécia        |
| 5                 | Lilly Weiler           | Áustria       |
| 6                 | Yvonne de Ligne-Geurts | Bélgica       |
| 7                 | Ilse Hornung           | Áustria       |
| 8                 | Else Flebbe            | Alemanha      |
| 9                 | Reneé Volpato          | Itália        |
| 10                | Piri Levitzky          | Hungria       |

### Duplas
| Pos.              | Nome                           | Nacionalidade |
| ----------------- | ------------------------------ | ------------- |
| Medalha de ouro   | Olga Orgonista / Sándor Szalay | Hungria       |
| Medalha de prata  | Emília Rotter / László Szollás | Hungria       |
| Medalha de bronze | Lilly Gaillard / Willy Petter  | Áustria       |

## Quadro de medalhas
| Ordem | País     | Medalha de ouro | Medalha de prata | Medalha de bronze |   | Ordem por total |
| ----- | -------- | --------------- | ---------------- | ----------------- | - | --------------- |
| 1     | Áustria  | 1               | 1                | 3                 | 5 | 1               |
| 2     | Hungria  | 1               | 1                |                   | 2 | 2               |
| 3     | Noruega  | 1               |                  |                   | 1 | 3               |
| 4     | Alemanha |                 | 1                |                   | 1 | 3               |
| TOTAL | TOTAL    | 3               | 3                | 3                 | 9 | —               |